# Arnaud Leterrier
Pour les articles homonymes, voir Leterrier.
Arnaud Leterrier, né le 7 avril 1968 à L'Haÿ-les-Roses et mort le 5 juin 2007 est un dessinateur de bande dessinée français.

## Biographie
Associé à Ferry Van Vosselen, il est l'auteur de la série Les Chasseurs de Rêves (Glénat, coll. La Loge noire).